# 24 Hores de Montjuïc 1965
L'edició de 1965 de les 24 Hores de Montjuïc fou l'11a d'aquesta prova, organitzada per la Penya Motorista Barcelona al Circuit de Montjuïc el cap de setmana del 10 i 11 de juliol. Era la segona prova de la Copa FIM de resistència d'aquell any.

## Classificació general
| Posició | Pilot 1                   | Pilot 2            | Motocicleta       | Voltes | Km        | Km/h   |
| ------- | ------------------------- | ------------------ | ----------------- | ------ | --------- | ------ |
| 1       | Dave Degens               | Rex Butcher        | Dresda Triton 650 | 631    | 2.395,244 | 99,801 |
| 2       | Carles Rocamora "La Pava" | Josep Antoni Carné | Montesa           | 628    | 2.381,946 | 99,247 |
| 3       | Ellis Boyce               | Tom Phillips       | Velocette         | 625    | 2.372,472 | 98,853 |
| 4       | Josep Maria Busquets      | César Gracia       | Montesa           | 610    | 2.313,201 | 96,383 |
| 5       | Jordi Sirera              | Enric Sirera       | Montesa           | 606    | 2.298,038 | 95,752 |
| 6       | Luis Yglesias             | Pere Millet        | OSSA              | 584    | 2.213,934 | 92,247 |
| 7       | "Squalo Toti"             | "Squalo Yago"      | OSSA              | 569    | 2.160,593 | 90,024 |
| 8       | Emilio Lacabra            | Manuel Pulido      | Montesa           | 559    | 2.122,296 | 88,429 |
| 9       | William Purnell           | Dennis Cooper      | Triumph           | 559    | 2.119,971 | 88,332 |
| 10      | Ralf Schick               | Gerhard Zander     | Honda             | 556    | 2.109,077 | 87,878 |

## Guanyadors per categories

El Circuit de Montjuïc

| Categoria | Pilot 1                   | Pilot 2            | Motocicleta   | Voltes | Km        | Km/h   |
| --------- | ------------------------- | ------------------ | ------------- | ------ | --------- | ------ |
| 175 cc    | Luis Yglesias             | Pere Millet        | OSSA          | 584    | 2.213,934 | 92,247 |
| 250 cc    | Carles Rocamora "La Pava" | Josep Antoni Carné | Montesa       | 628    | 2.381,946 | 99,247 |
| Superior  | Dave Degens               | Rex Butcher        | Dresda Triton | 631    | 2.395,244 | 99,801 |

## Trofeus addicionals
| Trofeu                                     | Guanyador                                 | Punts |
| ------------------------------------------ | ----------------------------------------- | ----- |
| Trofeu Juan Antonio Samaranch              | Dave Degens - Rex Butcher                 | 74    |
| Trofeu Conrado Cadirat per equips de marca | Montesa                                   | -     |
| XI Trofeu "Centauro" de El Mundo Deportivo | Dresda Triton (Dave Degens - Rex Butcher) | -     |